# Hanjian
En Chine, le vocable hanjian (漢奸) revêt une connotation péjorative et s'applique à ceux qui sont perçus comme des traîtres à l'État chinois et, dans une moindre mesure, à l'ethnie chinoise Han. Ce terme se distingue du mot général désignant un traître, qui pourrait s'appliquer à toute nation ou origine ethnique. En tant que vocable chinois, "hanjian" est un digramme des caractères chinois signifiant « Han » et « traître ». Les Han constituent le groupe ethnique majoritaire en Chine, tandis que "jian", dans le langage juridique chinois, faisait originellement référence à des relations sexuelles illicites. Le terme impliquait ainsi qu'un Chinois Han entretenait une relation illicite avec l'ennemi. En Occident, "hanjian" est souvent traduit par « collaborateur ».

## Histoire

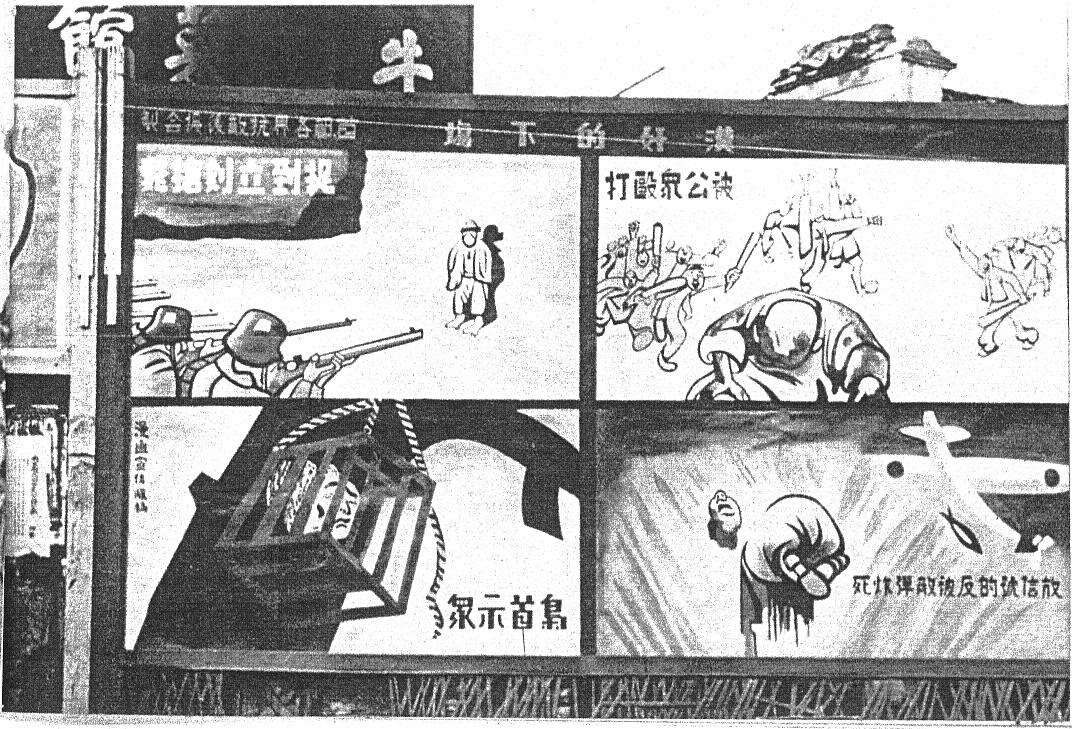
Une affiche de propagande chinoise intitulée « Le sort des Hanjians », émise par l'Association de tous les citoyens partisans de la guerre de résistance de la capitale, fut placardée dans toute la ville de Nankin peu après la bataille éponyme. Dans un mouvement circulaire en suivant le sens des aiguilles d'une montre, en partant de l'angle supérieur droit, sont illustrés : un hanjian battu par une foule en furie ; un hanjian signalant aux avions ennemis, trouvant la mort lors d'un raid aérien ; la tête décapitée d'un hanjian exhibée à titre d'avertissement pour les autres ; enfin, un hanjian appréhendé et fusillé.

Le vocable hanjian est issu d'une « fusion d'identités politiques et ethniques, souvent indistinctes dans l'expression du nationalisme chinois ». Il était et demeure appliqué aux individus désignés comme collaborateurs, parmi lesquels tous n'étaient pas ethniquement Han. L’usage contemporain de ce terme trouve ses racines dans la Seconde Guerre sino-japonaise, période durant laquelle les circonstances contraignirent les figures politiques chinoises à opter entre résistance et collaboration. La subtilité dans la compréhension non seulement des motifs ayant poussé certains Chinois à coopérer avec les Japonais, mais également de la raison pour laquelle cette coopération pouvait sembler judicieuse à l'époque, a fait de hanjian un terme ambigu dans l'histoire moderne, plutôt qu'une notion binaire souvent perçue comme telle.
On peut distinguer deux catégories de hanjian, ou collaborateurs, lorsqu'on examine la période de la guerre sino-japonaise : d'une part, les instruits et les intellectuels, motivés par la quête du pouvoir et de la richesse à titre personnel ; d'autre part, les individus pauvres et dénués d'instruction, que la misère incitait à rechercher pouvoir et richesse, et dont l'ignorance les empêchait de justifier leurs actes. Cette distinction, ainsi que l'ambiguïté contemporaine du terme, révèle que ces deux catégories avaient des motivations distinctes, bien que parfois convergentes.

### Instruits et intellectuels

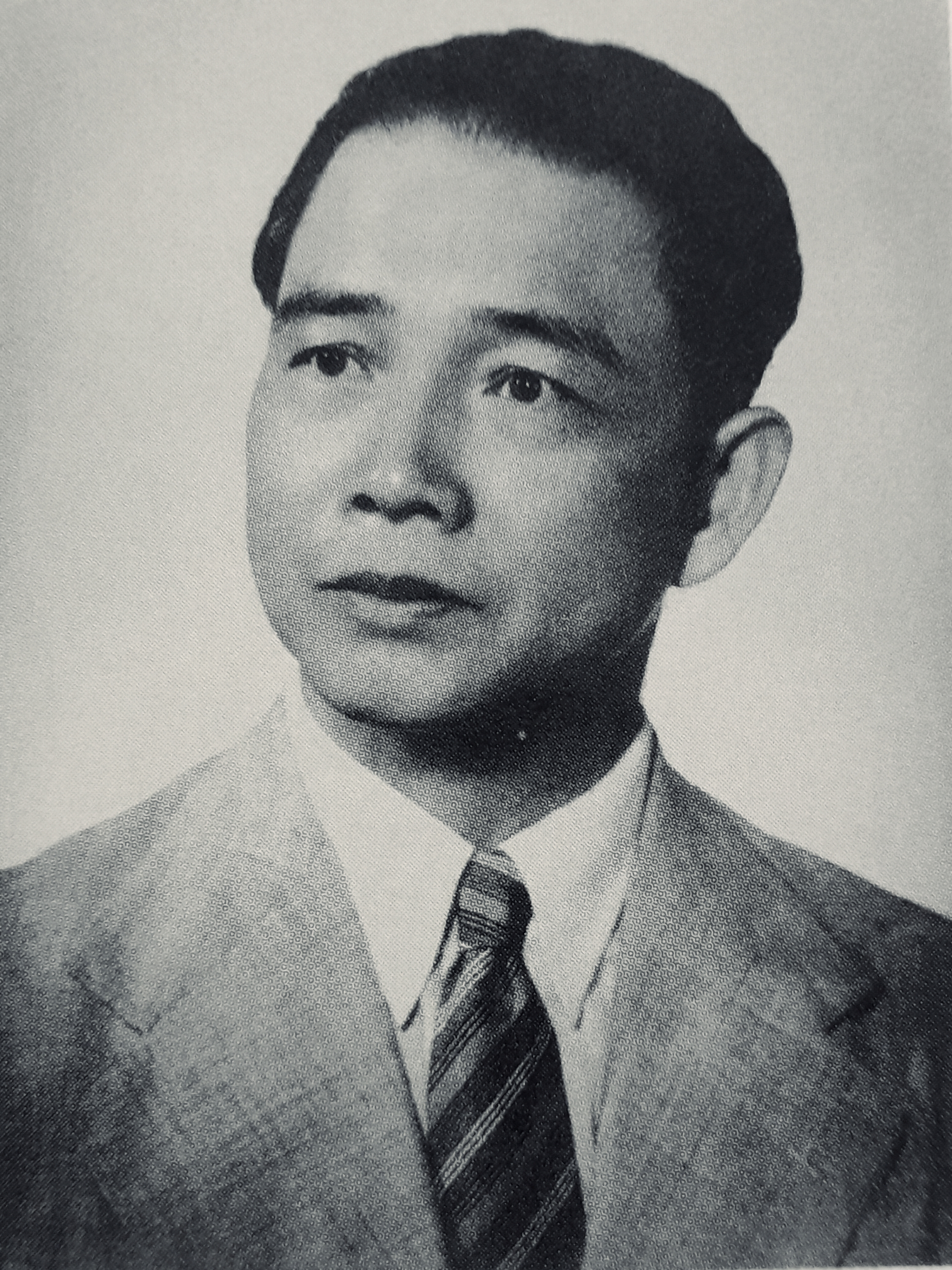
Wang Jingwei

L'hanjian éduqué était souvent réservé aux individus appartenant soit aux cercles académiques, soit aux cadres gouvernementaux. Le gouvernement hanjian le plus tristement célèbre de la Chine continentale fut le gouvernement national réorganisé de la République de Chine, communément désigné sous l'appellation de régime de Wang Jingwei, du nom de son président. Le régime de Wang Jingwei aspirait à devenir la force gouvernementale prédominante en Chine et nourrissait l'ambition de réaliser cet objectif par le biais de la collaboration et de la soumission au Japon, dans ce qu'il qualifiait de « Mouvement pour la paix ». Wang se heurta à une vive opposition lors de ses déplacements dans des métropoles telles que Shanghai, et les intellectuels exprimant une quelconque sympathie à l'égard de Wang s'exposaient à l'ostracisme, voire à la mort.
Pendant la Seconde Guerre sino-japonaise, l'Armée nationale révolutionnaire subit diverses défaites face à l'Armée impériale japonaise. Tchang Kaï-chek, attribuant ces revers à l'espionnage perpétré par les hanjian, ordonna à Chen Lifu, commandant de la Clique du Club central, de procéder à l'arrestation des suspects. Ainsi, 4 000 personnes furent appréhendées à Shanghai et 2 000 à Nankin. En raison de l'instauration de la loi martiale, les procédures judiciaires formelles n'étaient point requises, et les condamnés furent promptement exécutés en public, sous les regards de milliers d'hommes, de femmes et d'enfants, avec une approbation manifeste.

### Sans instruction
Les militaires originaires de Taïwan qui, sous l'uniforme nippon, prirent les armes contre les troupes chinoises et les forces alliées, sont également désignés sous le terme de hanjian. En 1937, la République de Chine institua une législation significative :

« La pièce maîtresse des lois anti-hanjian, le « Règlement sur le traitement des cas de hanjian (chuli hanjian anjian tiaoli) », promulgué en août 1937, identifiait les collaborateurs sur la base de leur conduite en temps de guerre et prévoyait des sanctions indépendamment de leur âge, de leur sexe ou de leur appartenance ethnique. Le discours populaire anti-hanjian accordait toutefois une attention particulière aux « collaboratrices » et utilisait un vocabulaire très sexué pour attaquer les suspects de hanjian des deux sexes. En complément de la purge légale des collaborateurs, cette littérature a exercé une pression extrême sur les individus ciblés comme hanjian et a influencé la manière dont les crimes politiques devaient être exposés et transposés dans d'autres aspects de la vie sociale. »

Nombre de Taïwanais furent traînés devant les tribunaux par le gouvernement nationaliste sous l'accusation de hanjian, et ce, en dépit d'une exégèse du Yuan judiciaire, promulguée en janvier 1946, qui déconseillait formellement pareille poursuite.
Après le Sook Ching, ou nettoyage ethnique par extermination massive des Chinois de souche opposés à l'occupation japonaise de Singapour et de la Malaisie durant les mois de février et mars 1942, Tan Kah Kee, éminent industriel et philanthrope d'Asie du Sud-Est, suggéra au gouvernement provisoire de la République de Chine d'assimiler à des hanjians tous les Chinois ayant tenté de négocier avec les Japonais. Cette proposition fut adoptée par le deuxième Yuan législatif et reçut les éloges des résistants chinois.

## Personnes remarquables considérées commedes hanjians
- Wang Kemin (1879-1945), personnage controversé de l'histoire chinoise, fut un collaborateur notoire des forces japonaises durant la Seconde Guerre mondiale. Il contribua à l'établissement du gouvernement provisoire pro-japonais de la République de Chine, également connu sous le nom de gouvernement autonome du Nord de la Chine. Après la défaite du Japon et la fin des hostilités, Wang Kemin fut appréhendé par le gouvernement de la République de Chine, accusé de trahison. Cependant, avant que son procès ne puisse se conclure, il choisit de mettre fin à ses jours par suicide.
- Demchugdongrub (1902-1966), communément désigné sous le nom de Prince De, fut un dirigeant mongol qui collabora avec les Japonais durant la période de l'occupation japonaise en Chine. Il fut installé par les autorités japonaises à la tête de Mengjiang, un État fantoche sous contrôle japonais situé en Mongolie intérieure. En 1949, à la suite de la victoire communiste en Chine, il fut arrêté par le gouvernement de la République Populaire de Chine (RPC) et accusé de haute trahison. Toutefois, il bénéficia ultérieurement d'une grâce. Étant d'origine mongole et non d'ethnie Han, certains Chinois considèrent qu'il ne saurait être classé parmi les "hanjian", terme désignant les collaborateurs chinois avec les envahisseurs japonais.
- Wang Jingwei (1883-1944), éminent homme politique de gauche au sein du Kuomintang et ancien proche collaborateur de Sun Yat-sen, a plaidé en faveur de négociations de paix durant la Seconde Guerre sino-japonaise. Il fut à l'origine de la création du gouvernement national réorganisé, un régime pro-japonais établi à Nankin avec le soutien des forces japonaises.
- Zhou Fohai (1897-1948), qui occupa le poste de commandant en second au sein du gouvernement de Wang Jingwei, se trouvait responsable du Yuan exécutif. Après la conclusion du conflit, il fut accusé de trahison et condamné à la peine capitale. Toutefois, Tchang Kaï-chek intercéda en sa faveur, commuant sa sentence en une réclusion perpétuelle. Zhou Fohai décéda en détention, des suites de complications cardiaques et gastriques.
- Chen Gongbo (1892-1946), éminent dirigeant du Yuan législatif sous le gouvernement de Wang Jingwei, est largement considéré comme l'un des plus notoires hanjian (traîtres nationaux) de l'histoire chinoise. Chen, ayant occupé d'importantes fonctions au sein du gouvernement nationaliste réorganisé de la République de Chine, succéda à Wang Jingwei en tant que président par intérim après le décès de ce dernier en novembre 1944. Accusé de « complot avec l’ennemi » et d’« opposition au gouvernement central », Chen Gongbo justifia son engagement avec le gouvernement réorganisé en le présentant comme une tentative de négociation avec les Japonais visant à préserver les ressources de la Chine, protéger sa population, et, par une érosion progressive, réduire l'emprise japonaise sur le pays. À la fin de la Seconde Guerre mondiale, Chen se réfugia au Japon mais fut ultérieurement extradé vers la Chine. Jugé coupable de trahison, il fut condamné à mort et exécuté.
- Yoshiko Kawashima (1907-1948), également surnommée le « Joyau de l’Est », fut une princesse mandchoue élevée au Japon, qui se livra à des activités d’espionnage pour le compte des autorités japonaises en Mandchourie. À l’issue de la Seconde Guerre mondiale, elle fut capturée, jugée pour haute trahison et condamnée à l'exécution. Sa figure a été abondamment représentée dans la littérature, le cinéma, la télévision et les jeux vidéo tant chinois que japonais. Les récits chinois tendent à la dépeindre sous les traits d'une méchante et d’une séductrice, tandis que les représentations japonaises la présentent souvent comme une héroïne tragique. En raison de ses racines mandchoues conjuguées à ses origines japonaises, certains Chinois la considèrent comme inéligible à la qualification de « hanjian », terme désignant un traître à la patrie en contexte chinois.
- Yoshiko Yamaguchi (1920-2014), également connue sous le nom de « Li Xianglan », fut l'une des sept grandes étoiles du chant dans le monde cinématographique. Après la Seconde Guerre mondiale, elle fut arrêtée et condamnée à la peine capitale pour avoir pris part à des productions cinématographiques de propagande japonaise. Toutefois, une fois que les autorités chinoises eurent découvert ses origines japonaises, elle fut acquittée et expulsée vers le Japon. En raison de son statut de fille d'immigrés japonais, certains Chinois ne la considèrent pas comme une traîtresse à la patrie.
- Date Junnosuke (1892-1948), également désigné sous le nom de Zhang Zongyuan, était un personnage complexe dont le destin s'entrelace avec les tumultes du début du XXe siècle en Chine. Ce dernier, d'origine japonaise, prit la décision de modifier sa nationalité pour devenir chinois en 1931. À cette époque, il était frère juré du puissant chef de guerre de la clique Fengtian, Zhang Zongchang. En 1939, Date Junnosuke, alors devenu Zhang Zongyuan, assuma le contrôle de Jinan. Il y commettra un massacre qui coûta la vie à environ 400 personnes, marquant de manière tragique son passage dans cette région. En 1945, il constitua l'unité militaire Zhang Zongchang, dont les tentatives de consolidations échouèrent finalement. À l'issue de la Seconde Guerre mondiale, Date Junnosuke fut appréhendé pour ses crimes de guerre. Son procès aboutit à une condamnation, et il fut exécuté par un peloton d'exécution.

## Dans la culture populaire
Dans la mélodie militante dirigée contre le communisme et la Russie, composée sous l'égide de Tchang Kaï-chek, se trouve un fragment lyrique où l'on dénote l'expression 殺漢奸, se traduisant littéralement par « anéantir les traîtres ».
Dans les représentations cinématographiques et télévisuelles chinoises, les personnages désignés sous le terme de hanjian (汉奸), ou traîtres à la patrie, apparaissent fréquemment comme des traducteurs. Ce groupe est parfois également appelé er guizi (二鬼子), signifiant littéralement "deuxième démon", ou jia yang guizi (假洋鬼子), traduisible par "faux démons étrangers". Un exemple emblématique de cette représentation se trouve dans le célèbre sketch de l'acteur chinois Chen Peisi, intitulé Zhujue yu Peijue (主角与配角), soit "L'acteur principal et l'acteur de soutien". Dans cette prestation, Chen Peisi interprète un acteur de soutien dont le personnage est un traducteur travaillant pour l'armée impériale japonaise. Le rôle du traducteur consiste à diriger les opérations militaires, transmettant des messages entre les officiers japonais et ceux de la huitième route, ce qui est illustré par l'acteur Zhu Shimao. Dans cette pièce, il est suggéré que si Zhu Shimao se rend, l'officier japonais lui proposera une offre séduisante.

## Voir également
- Trahison
- Collaborationnisme
- Chinilpa
- Makapili
- Armée chinoise collaborationniste
- Militaire impérial taïwanais du Japon
- Régime de Vichy
- Collaborateur
- Benoît Arnold
- Oncle Tom
- Judas
- Judenrat
- Jingri
- Việt gian
- Traître à la race